# Xymene ambiguus
Xymene ambiguus là một loài ốc biển săn mồi cỡ lớn, là động vật thân mềm chân bụng sống ở biển trong họ Muricidae, họ ốc gai.

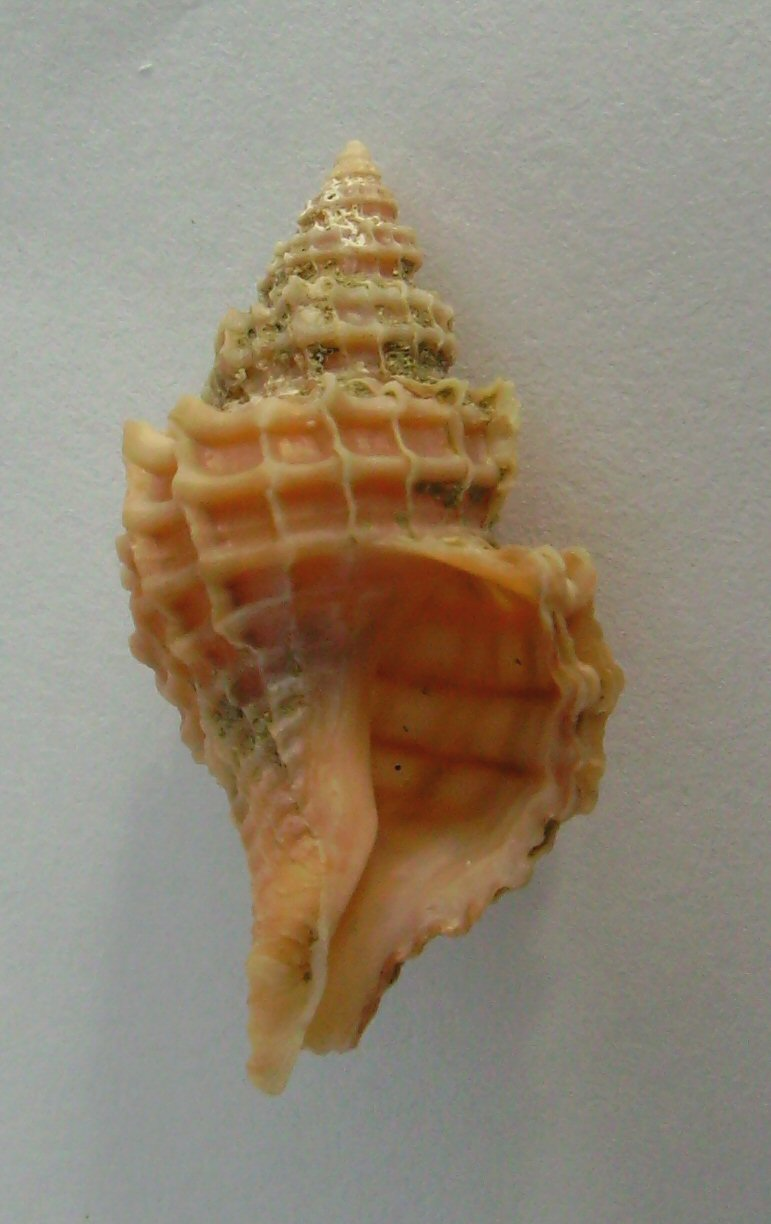
Hình chụp miệng con Xymene ambiguus cái